# Dictyopharidae
Dictyopharidae zijn een familie van insecten die behoren tot de onderorde cicaden (Auchenorrhyncha). 